# College Basketball Invitational 2018
El College Basketball Invitational 2018 fue la undécima edición del College Basketball Invitational. La disputaron 16 equipos, seleccionados entre los que no participaron en el Torneo de la NCAA de 2018 ni en el National Invitation Tournament 2018. La elección de los equipos se produjo el 4 de marzo. El campeón fue la Universidad del Norte de Texas.

## Participantes
| Universidad          | Conferencia  | Récord total | Récord conferencia |
| -------------------- | ------------ | ------------ | ------------------ |
| Campbell             | Big South    | 16–15        | 10–8               |
| Canisius             | MAAC         | 21–11        | 15–3               |
| Central Arkansas     | Southland    | 17–16        | 10–8               |
| Colgate              | Patriot      | 19–13        | 12–6               |
| Eastern Washington   | Big Sky      | 20–14        | 13–5               |
| Grand Canyon         | WAC          | 22–11        | 9–5                |
| Jacksonville State   | Ohio Valley  | 21–12        | 11–7               |
| Miami (OH)           | Mid-American | 16–17        | 8–10               |
| Mercer               | Southern     | 18–14        | 11–7               |
| New Orleans          | Southland    | 15–16        | 11–7               |
| North Texas          | C-USA        | 15–17        | 8–10               |
| San Francisco        | West Coast   | 18–15        | 9–9                |
| Seattle              | WAC          | 20–13        | 8–6                |
| South Dakota         | Summit       | 26–8         | 11–3               |
| UT Rio Grande Valley | WAC          | 15–17        | 6–8                |
| Utah Valley          | WAC          | 22–10        | 10–4               |

## Cuadro final
|  | 1ª ronda 13-14 de marzo | 1ª ronda 13-14 de marzo | 1ª ronda 13-14 de marzo |                    |                  | Cuartos de final 19 de marzo | Cuartos de final 19 de marzo | Cuartos de final 19 de marzo |  |               | Semifinales 21-22 de marzo | Semifinales 21-22 de marzo | Semifinales 21-22 de marzo |  |             | Finales 26, 28 y 30 de marzo (Mejor de 3) | Finales 26, 28 y 30 de marzo (Mejor de 3) | Finales 26, 28 y 30 de marzo (Mejor de 3) | Finales 26, 28 y 30 de marzo (Mejor de 3) | Finales 26, 28 y 30 de marzo (Mejor de 3) |  |
|  |                         |                         |                         |                    |                  |                              |                              |                              |  |               |                            |                            |                            |  |             |                                           |                                           |                                           |                                           |                                           |  |
|  |                         |                         |                         |                    |                  |                              |                              |                              |  |               |                            |                            |                            |  |             |                                           |                                           |                                           |                                           |                                           |  |
|  | South Dakota            | South Dakota            | 77                      |                    |                  |                              |                              |                              |  |               |                            |                            |                            |  |             |                                           |                                           |                                           |                                           |                                           |  |
|  | South Dakota            | South Dakota            | 77                      |                    |                  |                              |                              |                              |  |               |                            |                            |                            |  |             |                                           |                                           |                                           |                                           |                                           |  |
|  | North Texas             | North Texas             | 90                      |                    |                  |                              |                              |                              |  |               |                            |                            |                            |  |             |                                           |                                           |                                           |                                           |                                           |  |
|  | North Texas             | North Texas             | 90                      |                    | North Texas      | North Texas                  | 96                           |                              |  |               |                            |                            |                            |  |             |                                           |                                           |                                           |                                           |                                           |  |
|  |                         |                         |                         |                    | North Texas      | North Texas                  | 96                           |                              |  |               |                            |                            |                            |  |             |                                           |                                           |                                           |                                           |                                           |  |
|  |                         |                         | Mercer                  | Mercer             | 67               |                              |                              |                              |  |               |                            |                            |                            |  |             |                                           |                                           |                                           |                                           |                                           |  |
|  | Grand Canyon            | Grand Canyon            | Mercer                  | Mercer             | 67               | 73                           |                              |                              |  |               |                            |                            |                            |  |             |                                           |                                           |                                           |                                           |                                           |  |
|  | Grand Canyon            | Grand Canyon            |                         |                    |                  |                              |                              |                              |  |               |                            |                            |                            |  |             |                                           |                                           |                                           |                                           |                                           |  |
|  | Mercer                  | Mercer                  | 78                      |                    |                  |                              |                              |                              |  |               |                            |                            |                            |  |             |                                           |                                           |                                           |                                           |                                           |  |
|  | Mercer                  | Mercer                  | 78                      |                    |                  |                              |                              |                              |  | North Texas   | North Texas                | 90                         |                            |  |             |                                           |                                           |                                           |                                           |                                           |  |
|  |                         |                         |                         |                    |                  |                              |                              |                              |  | North Texas   | North Texas                | 90                         |                            |  |             |                                           |                                           |                                           |                                           |                                           |  |
|  |                         |                         | Jacksonville State      | Jacksonville State | 68               |                              |                              |                              |  |               |                            |                            |                            |  |             |                                           |                                           |                                           |                                           |                                           |  |
|  | Seattle                 | Seattle                 | Jacksonville State      | Jacksonville State | 68               | 90                           |                              |                              |  |               |                            |                            |                            |  |             |                                           |                                           |                                           |                                           |                                           |  |
|  | Seattle                 | Seattle                 |                         |                    |                  |                              |                              |                              |  |               |                            |                            |                            |  |             |                                           |                                           |                                           |                                           |                                           |  |
|  | Central Arkansas        | Central Arkansas        | 92*                     |                    |                  |                              |                              |                              |  |               |                            |                            |                            |  |             |                                           |                                           |                                           |                                           |                                           |  |
|  | Central Arkansas        | Central Arkansas        | 92*                     |                    | Central Arkansas | Central Arkansas             | 59                           |                              |  |               |                            |                            |                            |  |             |                                           |                                           |                                           |                                           |                                           |  |
|  |                         |                         |                         |                    | Central Arkansas | Central Arkansas             | 59                           |                              |  |               |                            |                            |                            |  |             |                                           |                                           |                                           |                                           |                                           |  |
|  |                         |                         | Jacksonville State      | Jacksonville State | 80               |                              |                              |                              |  |               |                            |                            |                            |  |             |                                           |                                           |                                           |                                           |                                           |  |
|  | Canisius                | Canisius                | Jacksonville State      | Jacksonville State | 80               | 78                           |                              |                              |  |               |                            |                            |                            |  |             |                                           |                                           |                                           |                                           |                                           |  |
|  | Canisius                | Canisius                |                         |                    |                  |                              |                              |                              |  |               |                            |                            |                            |  |             |                                           |                                           |                                           |                                           |                                           |  |
|  | Jacksonville State      | Jacksonville State      | 80*                     |                    |                  |                              |                              |                              |  |               |                            |                            |                            |  |             |                                           |                                           |                                           |                                           |                                           |  |
|  | Jacksonville State      | Jacksonville State      | 80*                     |                    |                  |                              |                              |                              |  |               |                            |                            |                            |  | North Texas | North Texas                               | 62                                        | 69                                        | 88                                        |                                           |  |
|  |                         |                         |                         |                    |                  |                              |                              |                              |  |               |                            |                            |                            |  | North Texas | North Texas                               | 62                                        | 69                                        | 88                                        |                                           |  |
|  |                         |                         | San Francisco           | San Francisco      | 72               | 55                           | 77                           |                              |  |               |                            |                            |                            |  |             |                                           |                                           |                                           |                                           |                                           |  |
|  | San Francisco           | San Francisco           | San Francisco           | San Francisco      | 72               | 55                           | 77                           | 72                           |  |               |                            |                            |                            |  |             |                                           |                                           |                                           |                                           |                                           |  |
|  | San Francisco           | San Francisco           |                         |                    |                  |                              |                              | 72                           |  |               |                            |                            |                            |  |             |                                           |                                           |                                           |                                           |                                           |  |
|  | Colgate                 | Colgate                 | 68                      |                    |                  |                              |                              |                              |  |               |                            |                            |                            |  |             |                                           |                                           |                                           |                                           |                                           |  |
|  | Colgate                 | Colgate                 | 68                      |                    | San Francisco    | San Francisco                | 78                           |                              |  |               |                            |                            |                            |  |             |                                           |                                           |                                           |                                           |                                           |  |
|  |                         |                         |                         |                    | San Francisco    | San Francisco                | 78                           |                              |  |               |                            |                            |                            |  |             |                                           |                                           |                                           |                                           |                                           |  |
|  |                         |                         | Utah Valley             | Utah Valley        | 73               |                              |                              |                              |  |               |                            |                            |                            |  |             |                                           |                                           |                                           |                                           |                                           |  |
|  | Utah Valley             | Utah Valley             | Utah Valley             | Utah Valley        | 73               | 87                           |                              |                              |  |               |                            |                            |                            |  |             |                                           |                                           |                                           |                                           |                                           |  |
|  | Utah Valley             | Utah Valley             |                         |                    |                  |                              |                              |                              |  |               |                            |                            |                            |  |             |                                           |                                           |                                           |                                           |                                           |  |
|  | Eastern Washington      | Eastern Washington      | 65                      |                    |                  |                              |                              |                              |  |               |                            |                            |                            |  |             |                                           |                                           |                                           |                                           |                                           |  |
|  | Eastern Washington      | Eastern Washington      | 65                      |                    |                  |                              |                              |                              |  | San Francisco | San Francisco              | 65                         |                            |  |             |                                           |                                           |                                           |                                           |                                           |  |
|  |                         |                         |                         |                    |                  |                              |                              |                              |  | San Francisco | San Francisco              | 65                         |                            |  |             |                                           |                                           |                                           |                                           |                                           |  |
|  |                         |                         | Campbell                | Campbell           | 62               |                              |                              |                              |  |               |                            |                            |                            |  |             |                                           |                                           |                                           |                                           |                                           |  |
|  | Campbell                | Campbell                | Campbell                | Campbell           | 62               | 97                           |                              |                              |  |               |                            |                            |                            |  |             |                                           |                                           |                                           |                                           |                                           |  |
|  | Campbell                | Campbell                |                         |                    |                  |                              |                              |                              |  |               |                            |                            |                            |  |             |                                           |                                           |                                           |                                           |                                           |  |
|  | Miami (OH)              | Miami (OH)              | 87                      |                    |                  |                              |                              |                              |  |               |                            |                            |                            |  |             |                                           |                                           |                                           |                                           |                                           |  |
|  | Miami (OH)              | Miami (OH)              | 87                      |                    | Campbell         | Campbell                     | 71                           |                              |  |               |                            |                            |                            |  |             |                                           |                                           |                                           |                                           |                                           |  |
|  |                         |                         |                         |                    | Campbell         | Campbell                     | 71                           |                              |  |               |                            |                            |                            |  |             |                                           |                                           |                                           |                                           |                                           |  |
|  |                         |                         | New Orleans             | New Orleans        | 69               |                              |                              |                              |  |               |                            |                            |                            |  |             |                                           |                                           |                                           |                                           |                                           |  |
|  | New Orleans             | New Orleans             | New Orleans             | New Orleans        | 69               | 77                           |                              |                              |  |               |                            |                            |                            |  |             |                                           |                                           |                                           |                                           |                                           |  |
|  | New Orleans             | New Orleans             |                         |                    |                  |                              |                              |                              |  |               |                            |                            |                            |  |             |                                           |                                           |                                           |                                           |                                           |  |
|  | Texas–Rio Grande Valley | Texas–Rio Grande Valley | 74                      |                    |                  |                              |                              |                              |  |               |                            |                            |                            |  |             |                                           |                                           |                                           |                                           |                                           |  |
|  | Texas–Rio Grande Valley | Texas–Rio Grande Valley | 74                      |                    |                  |                              |                              |                              |  |               |                            |                            |                            |  |             |                                           |                                           |                                           |                                           |                                           |  |
|  |                         |                         |                         |                    |                  |                              |                              |                              |  |               |                            |                            |                            |  |             |                                           |                                           |                                           |                                           |                                           |  |

* Denota partido con prórroga

| Campeón del CBI 2018               |
| ---------------------------------- |
| North Texas Mean Green 1.er título |